# Mississippi Township (Missouri)
Pour les articles homonymes, voir Mississippi Township.
Mississippi Township est un township, situé dans le comté de Mississippi, dans le Missouri, aux États-Unis,.
Le township est fondé en 1845 et baptisé en référence au fleuve Mississippi.

### Source de la traduction
- (en) Cet article est partiellement ou en totalité issu de l’article de Wikipédia en anglais intitulé « Mississippi Township, Mississippi County, Missouri » (voir la liste des auteurs).